# تمثیل (ادبیات)
الگو:نوارکناری ارایه های ادبی
تمثیل یک روایت است که پوشیده خوانده شود؛ به‌طوری‌که معنا(ها)ی دیگری را هم به خود بگیرد. تمثیل، توصیف یک چیز است، زیر پوشش چیزی دیگر. تمثیل برای رسیدن به اهداف نهایی خود از نمادهای گوناگون سود می‌جوید. این نوع آرایه ادبی پیشینهٔ تاریخی بسیار درازی دارد، به‌طوری‌که شکل روایی بسیاری از اسطوره‌ها، تمثیلی است. ابن رشیق قیروانی در کتاب العمده، تمثیل را از شاخه‌های استعاره می‌داند و می‌گوید «تمثیل در نظر بعضی، از مماثله است و آن است که چیزی را به چیزی تمثیل و همانند کنی که در آن اشارتی باشد.»